# Regering-Jospin
De regering–Jospin (Frans: Gouvernement Lionel Jospin) was de regering van de Franse Republiek van 3 juni 1997 tot 6 mei 2002.
| Ambtsbekleder                              | Ambtsbekleder               | Ambtsbekleder                      | Functie(s)                                 | Ambtstermijn     | Ambtstermijn     | Partij(en) |
| ------------------------------------------ | --------------------------- | ---------------------------------- | ------------------------------------------ | ---------------- | ---------------- | ---------- |
|                                            | Lionel Jospin               | Lionel Jospin (1937)               | Premier                                    | 3 juni 1997      | 6 mei 2002       | PS         |
|                                            | Jean-Pierre Chevènement     | Jean-Pierre Chevènement (1939)     | Minister van Binnenlandse Zaken            | 3 juni 1997      | 30 augustus 2000 | MDC        |
|                                            | Daniel Vaillant             | Daniel Vaillant (1949)             | Minister van Binnenlandse Zaken            | 30 augustus 2000 | 6 mei 2002       | PS         |
|                                            | Hubert Védrine              | Hubert Védrine (1947)              | Minister van Buitenlandse Zaken            | 3 juni 1997      | 6 mei 2002       | PS         |
|                                            | Dominique Strauss-Kahn      | Dominique Strauss-Kahn (1949)      | Minister van Financiën                     | 2 juni 1997      | 1 november 1999  | PS         |
| Minister van Economische Zaken             | Dominique Strauss-Kahn      | Dominique Strauss-Kahn (1949)      |                                            | 2 juni 1997      | 1 november 1999  | PS         |
|                                            | Christian Sautter           | Christian Sautter (1940)           | Minister van Financiën                     | 1 november 1999  | 28 maart 2000    | PS         |
| Minister van Economische Zaken             | Christian Sautter           | Christian Sautter (1940)           |                                            | 1 november 1999  | 28 maart 2000    | PS         |
|                                            | Laurent Fabius              | Laurent Fabius (1946)              | Minister van Financiën                     | 28 maart 2000    | 6 mei 2002       | PS         |
| Minister van Economische Zaken             | Laurent Fabius              | Laurent Fabius (1946)              |                                            | 28 maart 2000    | 6 mei 2002       | PS         |
|                                            | Alain Richard               | Alain Richard (1945)               | Minister van Defensie                      | 3 juni 1997      | 6 mei 2002       | PS         |
|                                            | Élisabeth Guigou            | Élisabeth Guigou (1946)            | Minister van Justitie                      | 3 juni 1997      | 18 oktober 2000  | PS         |
| Zegelbewaarder                             | Élisabeth Guigou            | Élisabeth Guigou (1946)            |                                            | 3 juni 1997      | 18 oktober 2000  | PS         |
|                                            | Marylise Lebranchu          | Marylise Lebranchu (1947)          | Minister van Justitie                      | 18 oktober 2000  | 6 mei 2002       | PS         |
| Zegelbewaarder                             | Marylise Lebranchu          | Marylise Lebranchu (1947)          |                                            | 18 oktober 2000  | 6 mei 2002       | PS         |
|                                            | Martine Aubry               | Martine Aubry (1950)               | Minister van Arbeid en Werkgelegenheid     | 3 juni 1997      | 18 oktober 2000  | PS         |
| Minister van Sociale Zaken                 | Martine Aubry               | Martine Aubry (1950)               |                                            | 3 juni 1997      | 18 oktober 2000  | PS         |
|                                            | Élisabeth Guigou            | Élisabeth Guigou (1946)            | Minister van Arbeid en Werkgelegenheid     | 18 oktober 2000  | 6 mei 2002       | PS         |
| Minister van Sociale Zaken                 | Élisabeth Guigou            | Élisabeth Guigou (1946)            |                                            | 18 oktober 2000  | 6 mei 2002       | PS         |
|                                            | Claude Allègre              | Claude Allègre (1937)              | Minister van Onderwijs                     | 3 juni 1997      | 28 maart 2000    | PS         |
| Minister van Hoger Onderwijs en Wetenschap | Claude Allègre              | Claude Allègre (1937)              |                                            | 3 juni 1997      | 28 maart 2000    | PS         |
|                                            | Jack Lang                   | Jack Lang (1939)                   | Minister van Onderwijs                     | 28 maart 2000    | 6 mei 2002       | PS         |
|                                            | Roger-Gérard Schwartzenberg | Roger-Gérard Schwartzenberg (1943) | Minister van Hoger Onderwijs en Wetenschap | 28 maart 2000    | 6 mei 2002       | PRG        |
|                                            |                             | Jean-Claude Gayssot (1944)         | Minister van Transport                     | 3 juni 1997      | 6 mei 2002       | PCP        |
| Minister van Huisvesting                   |                             | Jean-Claude Gayssot (1944)         |                                            | 3 juni 1997      | 6 mei 2002       | PCP        |
|                                            | Dominique Voynet            | Dominique Voynet (1958)            | Minister van Ruimtelijke Ordening          | 3 juni 1997      | 10 juli 2001     | LV         |
| Minister van Milieu                        | Dominique Voynet            | Dominique Voynet (1958)            |                                            | 3 juni 1997      | 10 juli 2001     | LV         |
|                                            | Yves Cochet                 | Yves Cochet (1946)                 | Minister van Ruimtelijke Ordening          | 10 juli 2001     | 6 mei 2002       | LV         |
| Minister van Milieu                        | Yves Cochet                 | Yves Cochet (1946)                 |                                            | 10 juli 2001     | 6 mei 2002       | LV         |
|                                            | Louis Le Pensec             | Louis Le Pensec (1937)             | Minister van Landbouw en Visserij          | 3 juni 1997      | 20 oktober 1998  | PS         |
|                                            | Jean Glavany                | Jean Glavany (1949)                | Minister van Landbouw en Visserij          | 20 oktober 1998  | 25 februari 2002 | PS         |
|                                            | François Patriat            | François Patriat (1943)            | Minister van Landbouw en Visserij          | 25 februari 2002 | 6 mei 2002       | PS         |
|                                            | Émile Zuccarelli            | Émile Zuccarelli (1940)            | Minister van Publieke Diensten             | 3 juni 1997      | 27 maart 2000    | PRG        |
| Minister voor Bestuurlijke Vernieuwing     | Émile Zuccarelli            | Émile Zuccarelli (1940)            |                                            | 3 juni 1997      | 27 maart 2000    | PRG        |
|                                            | Michel Sapin                | Michel Sapin (1952)                | Minister van Publieke Diensten             | 27 maart 2000    | 6 mei 2002       | PS         |
| Minister voor Bestuurlijke Vernieuwing     | Michel Sapin                | Michel Sapin (1952)                |                                            | 27 maart 2000    | 6 mei 2002       | PS         |
|                                            | Catherine Trautmann         | Catherine Trautmann (1951)         | Minister van Cultuur en Communicatie       | 3 juni 1997      | 27 maart 2000    | PS         |
|                                            | Catherine Tasca             | Catherine Tasca (1941)             | Minister van Cultuur en Communicatie       | 3 juni 1997      | 6 mei 2002       | PS         |
|                                            | Marie-George Buffet         | Marie- George Buffet (1949)        | Minister van Jeugd en Sport                | 3 juni 1997      | 6 mei 2002       | PCP        |
|                                            | Daniel Vaillant             | Daniel Vaillant (1949)             | Minister voor Parlementaire Betrekkingen   | 3 juni 1997      | 30 augustus 2000 | PS         |
|                                            | Jean-Jack Queyranne         | Jean-Jack Queyranne (1945)         | Minister voor Parlementaire Betrekkingen   | 30 augustus 2000 | 6 mei 2002       | PS         |

| Viceministers              | Viceministers    | Viceministers           | Portefeuille(s) | Leidinggevend Minister                 | Ambtstermijn    | Ambtstermijn | Partij(en) |
| -------------------------- | ---------------- | ----------------------- | --------------- | -------------------------------------- | --------------- | ------------ | ---------- |
|                            | Pierre Moscovici | Pierre Moscovici (1957) | Europese Zaken  | Minister van Buitenlandse Zaken        | 3 juni 1997     | 6 mei 2002   | PS         |
|                            | Bernard Kouchner | Bernard Kouchner (1939) | Volksgezondheid | Minister van Arbeid en Werkgelegenheid | 8 februari 2001 | 6 mei 2002   | DVG        |
| Minister van Sociale Zaken | Bernard Kouchner | Bernard Kouchner (1939) | Volksgezondheid |                                        | 8 februari 2001 | 6 mei 2002   | DVG        |